# Dirk Broeder
Dirk Leendert Broeder (Middelburg, 3 december 1906 - De Bilt, 18 juli 1989) was een Nederlands schrijver. Hij publiceerde in 1940 een epos over de legendarische Friese volksheld Grote Pier, waarvan de luxe-editie, die in zeer beperkte oplage verscheen, was geïllustreerd met houtsneden van Albert Hahn jr. Vervolgens publiceerde hij de roman Laurien. Broeder is vooral bekend geworden als schrijver van reisgidsen en reisimpressies. Hij legde een voorliefde aan de dag voor Italië, in het bijzonder Rome. Hij schreef ook artikelen in populair-wetenschappelijke tijdschriften zoals Spiegel Historiael, onder andere over het Baldakijn van Bernini in de Sint-Pietersbasiliek en een lokale Mariadevotie in Zeeland.